# Cayratia ciliifera
Cayratia ciliifera là một loài thực vật hai lá mầm trong họ Nho. Loài này được (Merr.) Chun miêu tả khoa học đầu tiên năm 1940.